# Atletismo nos Jogos Pan-Americanos de 1975 - Arremesso de peso masculino
A prova do arremesso de peso masculino nos Jogos Pan-Americanos de 1975 foi realizada na Cidade do México, México.

## Medalhistas
| Ouro                    | Prata                         | Bronze                             |
| Bruce Pirnie CAN Canadá | Bishop Dolegiewicz CAN Canadá | Terry Albritton USA Estados Unidos |

## Resultados
| Posição           | Nome                | Nacionalidade      | Marca | Notas |
| ----------------- | ------------------- | ------------------ | ----- | ----- |
| Medalha de ouro   | Bruce Pirnie        | CAN Canadá         | 19.28 |       |
| Medalha de prata  | Bishop Dolegiewicz  | CAN Canadá         | 19.18 |       |
| Medalha de bronze | Terry Albritton     | USA Estados Unidos | 19.18 |       |
| 4                 | Juan Turri          | ARG Argentina      | 18.30 |       |
| 5                 | José Carlos Jacques | BRA Brasil         | 16.72 |       |
| 6                 | José Carabolante    | BRA Brasil         | 16.72 |       |
| 7                 | Julián Mejías       | CUB Cuba           | 16.68 |       |
| 8                 | Pedro Serrano       | PUR Porto Rico     | 15.72 |       |